# Corso Vercelli
Corso Vercelli è un'importante arteria di comunicazione nella zona nord di Torino, che unisce il Lungo Dora, dal Ponte Carpanini, con la rotonda davanti alla Stazione Stura e corso Giulio Cesare, con uno sviluppo totale di 4,8 km.

## Tracciato
Il corso parte da Lungo Dora Napoli ed attraversa i seguenti quartieri: 
- Aurora
- Barriera di Milano
- Rebaudengo
- Pietra Alta

Nel suo percorso incrocia corso Brescia-corso Emilia, corso Novara-corso Vigevano (all'altezza di piazza Crispi), via Sempione-via Gottardo, via Nicola Porpora, piazza Conti di Rebaudengo, quindi scavalca il fiume Stura di Lanzo con il ponte denominato Vittorio Amedeo II, sfiora l'inizio del quartiere Falchera e il Villaggio SNIA, e termina sulla piazza antistante la Stazione di Torino Stura e l'area degli ex stabilimenti Iveco e Viberti: di qui prosegue cambiando denominazione in corso Romania verso Settimo Torinese.

## Storia
Il corso segue il tracciato dell'antica "Strada Reale d'italia", che alla metà del XIX secolo collegava il capoluogo piemontese con la città di Vercelli.
Nel 1853, con la costruzione della prima cinta daziaria, fu edificato nello spazio corrispondente all'attuale Piazza Crispi, attraversata dal corso stesso, il casello daziario che, per volumi di traffico e dazi riscossi, sarà uno dei più importanti e trafficati della città.
La piazza, su cui sorgevano i due edifici contrapposti degli uffici del dazio e del corpo di guardia, verrà denominata "della barriera" e questo nome verrà poi esteso a tutto il quartiere che sorgerà intorno, denominato quindi Barriera di Milano.
Il corso assunse ben presto, con lo sviluppo edilizio circostante, caratteristiche spiccatamente commerciali, con il susseguirsi di negozi, esercizi pubblici, trattorie, specialmente nel primo ventennio del secolo XX.

Fondamentale per lo sviluppo della zona fu la nascita e la crescita delle Officine Grandi Motori, con la necessità di manodopera che spinse all'immigrazione nelle zone circostanti un grande numero di famiglie, provenienti prima da tutto il Piemonte e successivamente dal Triveneto e dall'Italia meridionale.

## Cascina Marchesa
L'edificio che ospita i servizi della Circoscrizione e la biblioteca trae origine da un'antica cascina a porticato, indicata nella seconda metà del XVII secolo come "La Florita" dal nome della proprietaria, la Marchesa Cristina Carlotta Fleury Biandrate di San Giorgio, e in seguito chiamata "Marchesa".

Successivamente, alla fine del XVIII secolo, divenne proprietà della Contessa Coardi di Carpeneto, Marchesa di Murialdo.

Pesantemente danneggiata dai bombardamenti del 13 luglio 1943, fu sottoposta ad abbattimenti e demolizioni progressive negli anni '60 e durante i primi anni '70.

Dopo un lungo periodo di progressivo degrado e di uso come rimessa e deposito di automezzi, essa venne definitivamente acquistata nel 1978 e successivamente ristrutturata dal Comune di Torino.
La biblioteca "Cascina Marchesa" è stata inaugurata nel gennaio 1981.

## Luoghi ed edifici esistenti
- Piazza Crispi, già sede per anni di mercato alimentare
- Cascina Marchesa, ora sede di servizi della Circoscrizione
- Parco Sempione
- Oratorio e scuole Salesiane Rebaudengo
- Chiesa parrocchiale di San Giuseppe Lavoratore
- Villaggio Ex-SNIA

## Luoghi ed edifici non più esistenti
- Sede Abbigliamento MARUS, poi Gruppo Finanziario Tessile[3]
- Officine Grandi Motori, ancora in attesa di una profonda ristrutturazione funzionale
- Mercato alimentare di Piazza Crispi
- Cinema Teatro Sociale[4]
- Cinema Nord, poi Cinema Sempione, al civico numero 144[5]

## Aree verdi
- Il giardino con area giochi all'incrocio con l'asse Corso Brescia-Corso Emilia, denominato anche "Ex-GFT", è stato intitolato in data 4 settembre 2015 a Madre Teresa di Calcutta dal Comune di Torino[6]
- Giardino ed area verde circostante la Biblioteca civica "Cascina Marchesa"
- Giardini pubblici di Piazza Rebaudengo
- Parco Stura Nord

## Galleria d'immagini

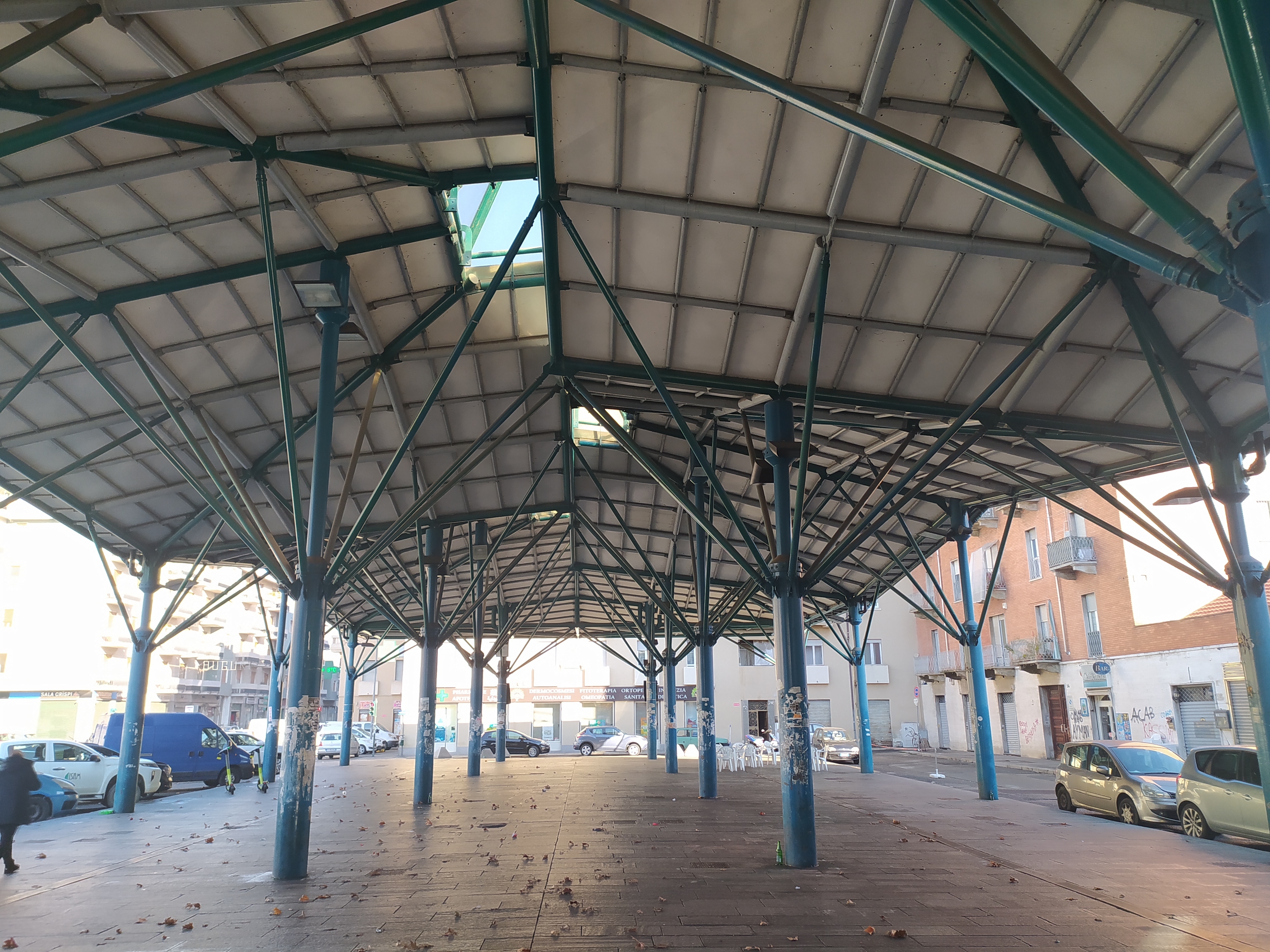
Piazza Crispi, dove un tempo c'era il mercato alimentare
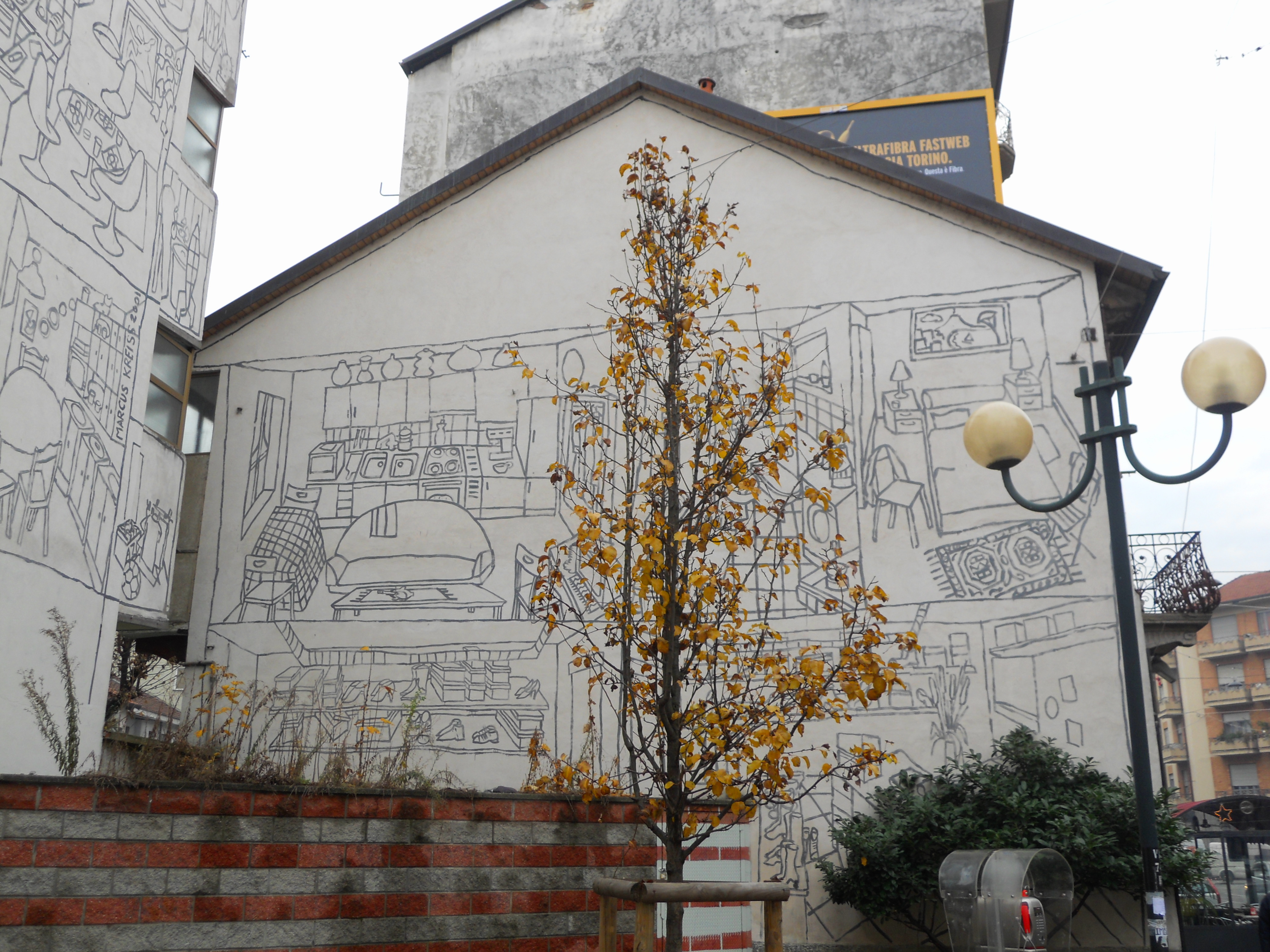
Murale di Marcus Kreiss in Corso Vercelli
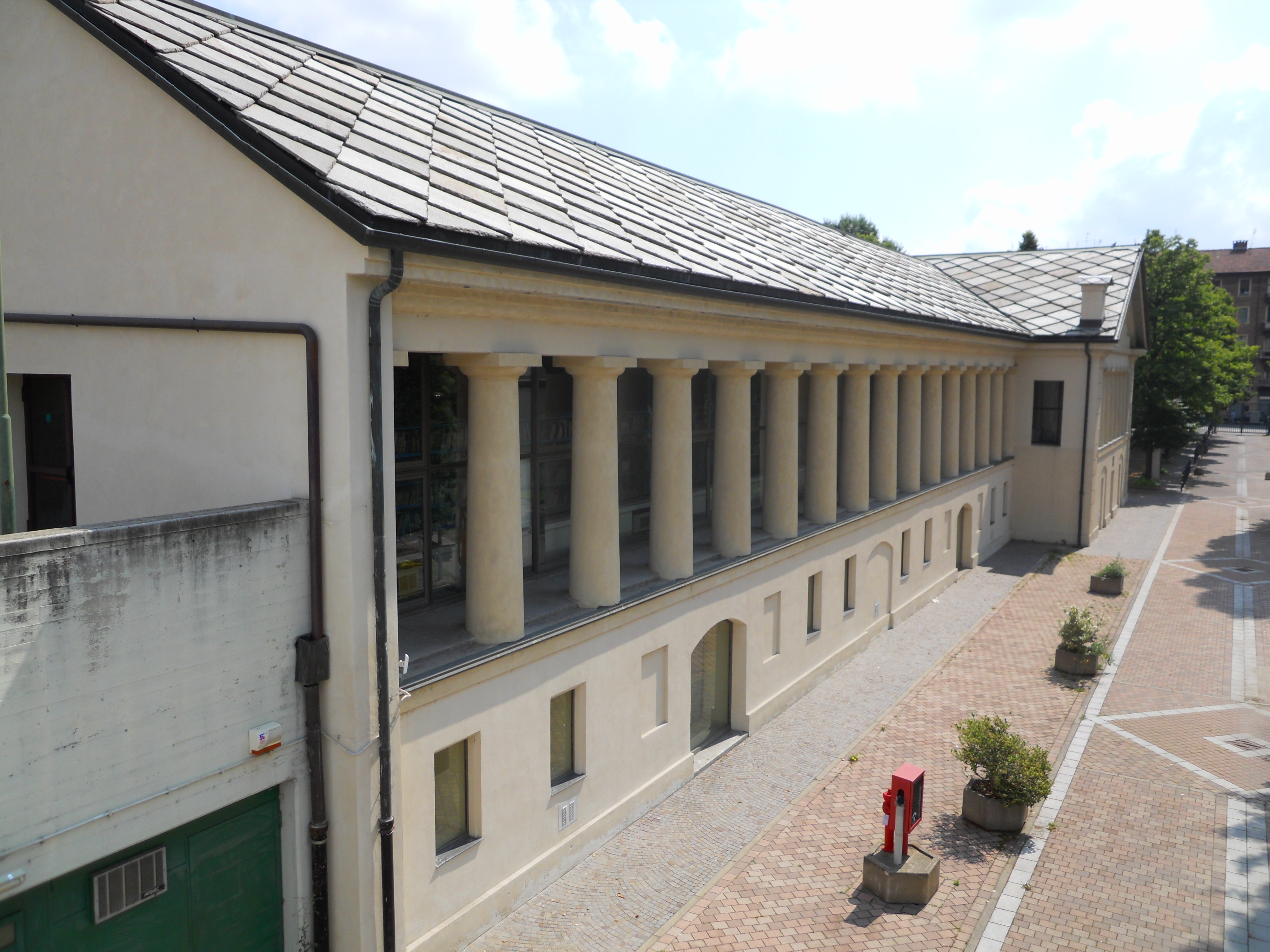
Il porticato a colonne della Cascina Marchesa
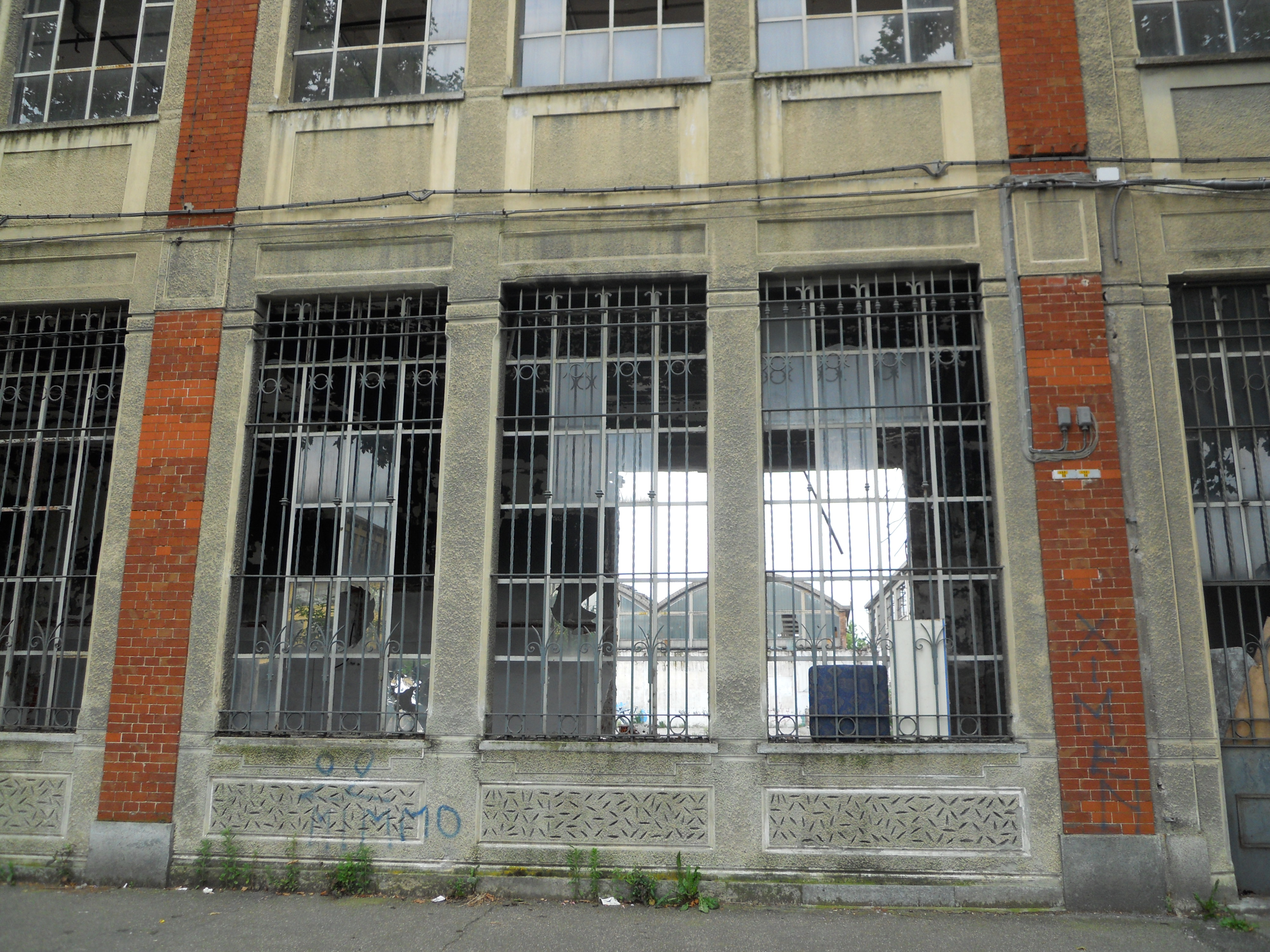
Resti della facciata delle Officine Grandi Motori su Corso Vercelli nel 2014, ma nel 2022 ancora inalterata

## Sviluppi futuri
Tutta la zona nord del corso è interessata dal progetto del Comune di Torino denominato "Variante 200" che dovrebbe ridisegnare l'assetto urbanistico, viario e dei trasporti nel prossimo futuro, collegando la zona alla Stazione di Torino Rebaudengo Fossata, in fase di definitiva ultimazione nel 2022-2023.